# Association for Font Information Interchange
Pour les articles homonymes, voir AFII.
L’Association for Font Information Interchange était une organisation internationale, créée en 1987, s’occupant de la norme ISO/IEC 10036, une norme définissant la procédure pour l’enregistrement de glyphes de caractère typographique, ainsi que d’un registre de glyphes.
Le registre de glyphes est basé sur un projet de bibliothèque de symboles débuté par Xerox en 1981.
L’AFII cesse ses activités en 1999, laissant une partie de celle-ci à l’organisation Unicode.
Les codes identifiants ses glyphes sont notamment utilisés dans Adobe Standard Cyrillic Font Specification de 1998 ou dans Handbook of the International Phonetic Association publié en 1999.